# Mioeuoticus
Mioeuoticus — вимерлий рід приматів лорієвих з міоцену Східної Африки. Це єдиний рід у підродині Mioeuoticinae. Mioeuoticus був відносно невеликою твариною розміром з горщик, яка харчувалася всеїдними фруктами та комахами.

## Види
- †M. bishopi Leakey, 1962 (типовий)
- †M. kichotoi Kunimatsu et al., 2017[3]
- †M. shipmani Phillips and Walker, 2000